# آش ماست
آش ماست یکی از انواع آش است که مواد اصلی آن را ماست، سبزی (گشنیز، جعفری و اسفناج) و برنج تشکیل می دهد. آش ماست از خوراک‌هایی است که در ایران و افغانستان آن را پخت و میل می‌کنند با این تفاوت که به آن تخم مرغ می‌زنند یا آن را با لوبیا  سفید تهیه می‌کنند. در ایام خاص مانند ماه رمضان بیشتر مصرف می‌شود. برخی در آن بلغور می‌ریزند و معتقدند افزودن نصف به نصف برنج و بلغور مزه بهتری به این خوراک خواهد داد.